# Моннінкюля
Моннінкюля (фін. Monninkylä) — село в Фінляндії, входить до складу волості Аскола, повіту Уусімаа.